# Ivarr III Haraldsson
Pour les articles homonymes, voir Ivarr et Haraldsson.
Ivarr III Haraldsson ou  Ímar mac Arailt (mort 1054) roi de Dublin de 1038 à  1046.  
Ivarr (irlandais Ímar) était le fils du prince Harald (irlandais Aralt) un fils d’Olaf Kvaran tué lors de la Bataille de Glenmama contre les irlandais menés par Brian Boru  en 999. 
En 1036 après l’abdication de son oncle Sigtryggr Silkiskegg, le royaume de Dublin avait été dévolu à un certain  Margad Ragnaldson (irlandais Echmarcach mac Ragnaill) dont l’origine familiale donne lieu à plusieurs hypothèses.
Ivarr Haraldsson réussit à s’emparer du pouvoir en 1038. En 1045 les Annales relèvent une expédition contre l’Ulaid  à Reachrainn au cours de laquelle périrent 300 hommes et leur chef Raghnall Ua H Eochadha..
L’année suivante Ivarr est expulsé de Dublin par Margad Ragnaldson qui reprend le pouvoir
La mort d’Ivarr est relevée en 1054 par les annalistes irlandais